# I. e. 500
Évszázadok: i. e. 6. század – i. e. 5. század – i. e. 4. század
Évtizedek: i. e. 550-es évek – i. e. 540-es évek – i. e. 530-as évek – i. e. 520-as évek – i. e. 510-es évek – i. e. 500-as évek – i. e. 490-es évek – i. e. 480-as évek – i. e. 470-es évek – i. e. 460-as évek – i. e. 450-es évek
Évek: i. e. 505 – i. e. 504 – i. e. 503 – i. e. 502 –  i. e. 501 – i. e. 500 – i. e. 499 – i. e. 498 – i. e. 497 – i. e. 496 – i. e. 495

## Események
- A 70. olümpiai játékok
- Római consulok: Servius Sulpicius Cornutus és Manius Tullius Longus
- Róma első ízben választ dictatort T. Larcius személyében
- Latiumban megalapítják Fidenae coloniát
- Létrejön az ariciai szövetség, tagjai Aricia, Tusculum, Lanuvium, Tibur, Pometia és Ardia
- Az i. e. 5. századtól számítják a késői vaskort, vagyis a La Tène-kultúrát